# Carlo Hopf
Carlo Alfred Hopf (Basilea, 28 gennaio 1887 – Backnang, 24 marzo 1959) è stato un calciatore svizzero, di ruolo centrocampista.

## Carriera
Tesserato del Milan, nelle cui file giocò solo gare amichevoli. Successivamente tornò a giocare in patria.
Alcune fonti lo indicano erroneamente come fondatore dell'Inter nel 1908, confondendolo col tedesco Hermann Wipf.